# Rue de la Légia
La rue de la Légia est une rue de la ville de Liège (Belgique) située dans le quartier de Sainte-Marguerite.

## Odonymie
La rue se réfère à la Légia, cours d'eau affluent historique de la Meuse. Ce ruisseau coulait au nord de la rue, au niveau de la rue Bas-Rhieu.

## Description
Cette voie rectiligne (d'une largeur d'environ 11 m) mesure approximativement 187 m et est coupée par la rue de Hesbaye. La rue compte une trentaine d'immeubles d'habitation et applique un sens unique de circulation automobile depuis la rue de Hesbaye soit vers la rue Sainte-Marguerite, soit vers la rue Bas-Rhieu où cette section est pavée.

## Architecture
La rue possède deux immeubles repris à l'inventaire du patrimoine culturel immobilier de la Wallonie :
- L'ancien home Saint-Charles Borromée situé au no 7 est un imposant immeuble en brique long de 14 travées de style néo-classique inauguré en 1878. À l'arrière de cet immeuble, se trouve une chapelle de style néo-gothique réalisée d'après les plans de l'architecte D. Joliet en 1883. Cet édifice, non visible depuis la rue, se compose d'une seule nef de quatre travées et d'une abside pentagonale plus étroite. Il a conservé sa décoration intérieure d'origine[1].
- Aux nos 8-10-12, l'immeuble industriel de style moderniste a été construit vers 1935 d'après des plans de l'ingénieur Victor Leclerc, pour le bureau technique de la société Bemat[2]. Quatre hauteurs différentes rythment la façade en brique dont la travée la plus haute et la plus étroite est ornée d'une moulure représentant une coupe avec fleurs stylisées.

## Voies adjacentes
- Rue Sainte-Marguerite
- Place des Arzis
- Rue de Hesbaye
- Rue Bas-Rhieu